# France Photographie
 (juillet 2017).
Si vous disposez d'ouvrages ou d'articles de référence ou si vous connaissez des sites web de qualité traitant du thème abordé ici, merci de compléter l'article en donnant les références utiles à sa vérifiabilité et en les liant à la section « Notes et références ».
France Photographie est un magazine français consacré à la photographie.
Il est édité par la Fédération photographique de France. Il est publié à raison à raison de 5 numéros de 72 pages par an.

## Contenu
La revue donne la priorité à l'image. Chaque numéro comporte en pages centrales un portfolio de 16 pages.
Chaque numéro aborde un thème : reportage, nature, voyage, travail d'auteur…
Les rubriques récurrentes sont : Analyse d'images, Atelier, Audiovisuel, Auteurs, Chez nos voisins, Dans ma bibliothèque, Expos à voir, Flashback, Histoire, La photo mise au Net, News, Photostopp, Prix d'Auteurs régionaux, Profil, Vu dans nos concours.